# مسجد سلطان مراد
مسجد سلطان مراد يقع في العاصمة المقدونية سكوبيه. بُني المسجد في عام 1463 بأموال تبرع بها السلطان مراد الثاني.